# Димитър Антонов (футболист)
Димитър Антонов (Гробаря) е български футболист и треньор, вратар. Шампион на България с тима на Славия (София) през 1941 и 1943 г. След 9 септември 1944 г. емигрира във Франция, където през сезон 1946/47 става шампион на страната с екипа на Рубе.

## Кариера
Юноша е на Славия (София). След като завършва гимназия учи във френския колеж „Св. Августин“ в Пловдив, където практикува няколко вида спорт – футбол, лека атлетика, волейбол, баскетбол и тенис на маса. Забелязан е от Спортклуб (Пловдив), като още на 17-годишна възраст дебютира за отбора. Дебютира срещу Ботев (Пловдив) като изявите му правят впечатление и в продължение на три сезона защитава вратата на Спортклуб. През 1940 г. играе във финала за Царската купа, където Спортклуб губи от ФК 13 с 1:2.
Същата година участва като гост в турнето на Славия (София) в СССР. Там „белите“ губят в контроли от Спартак Москва и Динамо Москва. В двубоя с Динамо обаче Антонов спечелва овациите като спасява дузпа, изпълнена от капитана на „синьо-белите“ Михаил Семичастни. Години след това в интервю пред журналиста Силвестър Милчев Антонов ще заяви, че като младеж легендарният Лев Яшин е наблюдавал този мач и е бил силно впечатлен.
След като преминава за постоянно в тима на Славия, Антонов става двукратен шампион на България (1941 и 1943 г.). През 1944 г. отива да следва в Австрия, където играе за отбора на ФК Винершпорт. След това се завръща в Славия.
След края на Втората световна война бившият му треньор в Славия Франц Кьолер изпраща препоръка за вратаря в Париж. През декември 1946 г. Антонов напуска България и заиграва във Франция за тима на Рубе. През 1947 г. става шампион на страната, а в тима се конкурира за вратарския пост с Жулиен Даруи, по това време национал на Франция. Антонов е част от тимовете на Сете и Ница по един сезон, но е трети избор под рамката. През 1953 г. се завръща в Рубе за още два сезона. През втория си период за Рубе изиграва 31 мача. Играе футбол до 1959 г.

## Национален отбор
Единствения си мач за националния отбор на България записва на 20 октомври 1940 г. в мач срещу тима на Германия в Мюнхен. Бундестимът побеждава със 7:3.

## Треньорска кариера
През сезон 1965/66 е треньор на третодивизионния Кале РУФК.